# Первоцвет жёстковолосистый
Первоцвет жёстковолосистый или примула жёстковолосистая (лат. Primula hirsuta) — вид цветкового растения, принадлежит к роду первоцвет (Primula) и к семейству первоцветные (Primulaceae).

## Описание

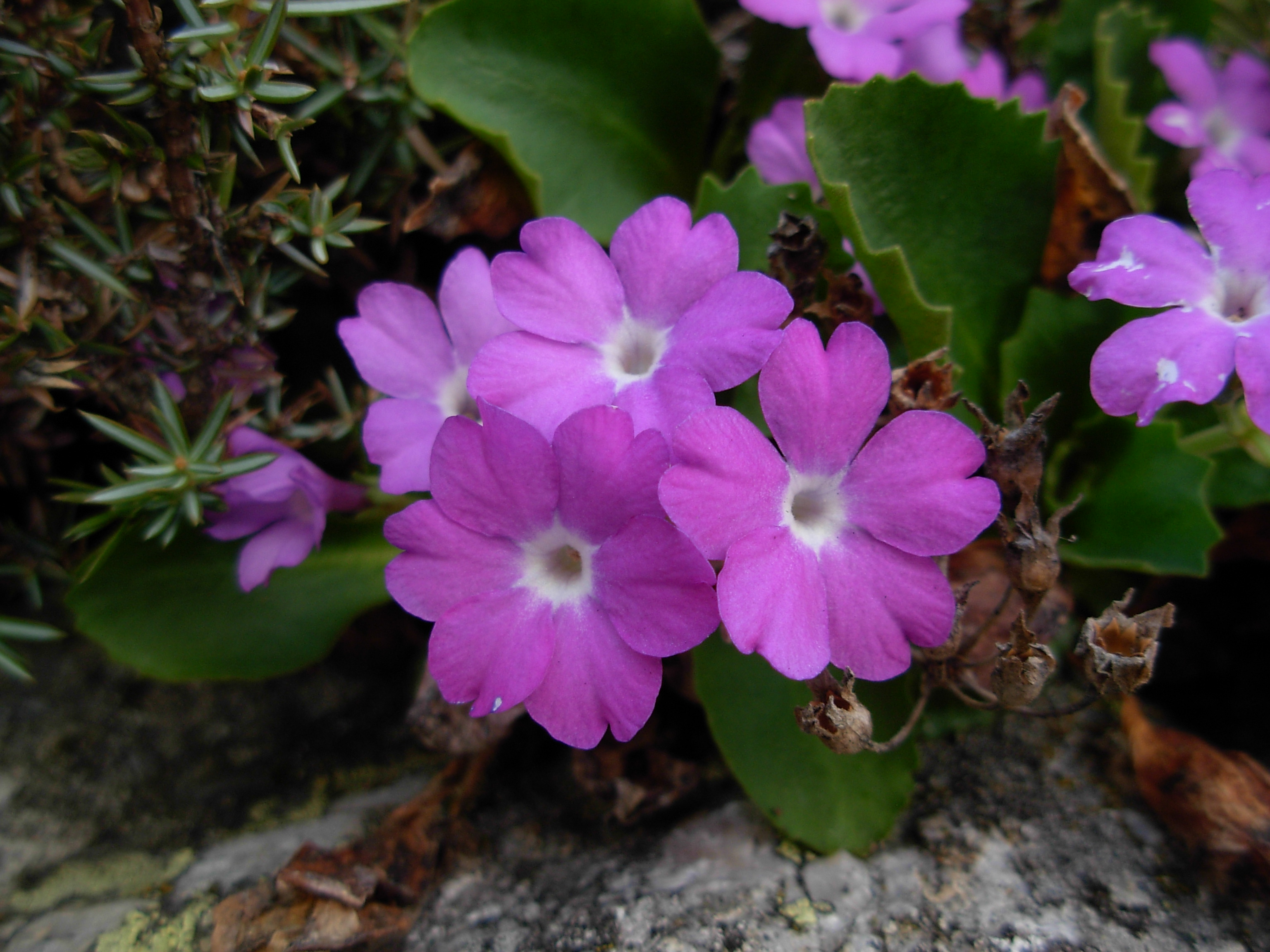
Соцветие и цветы сверху

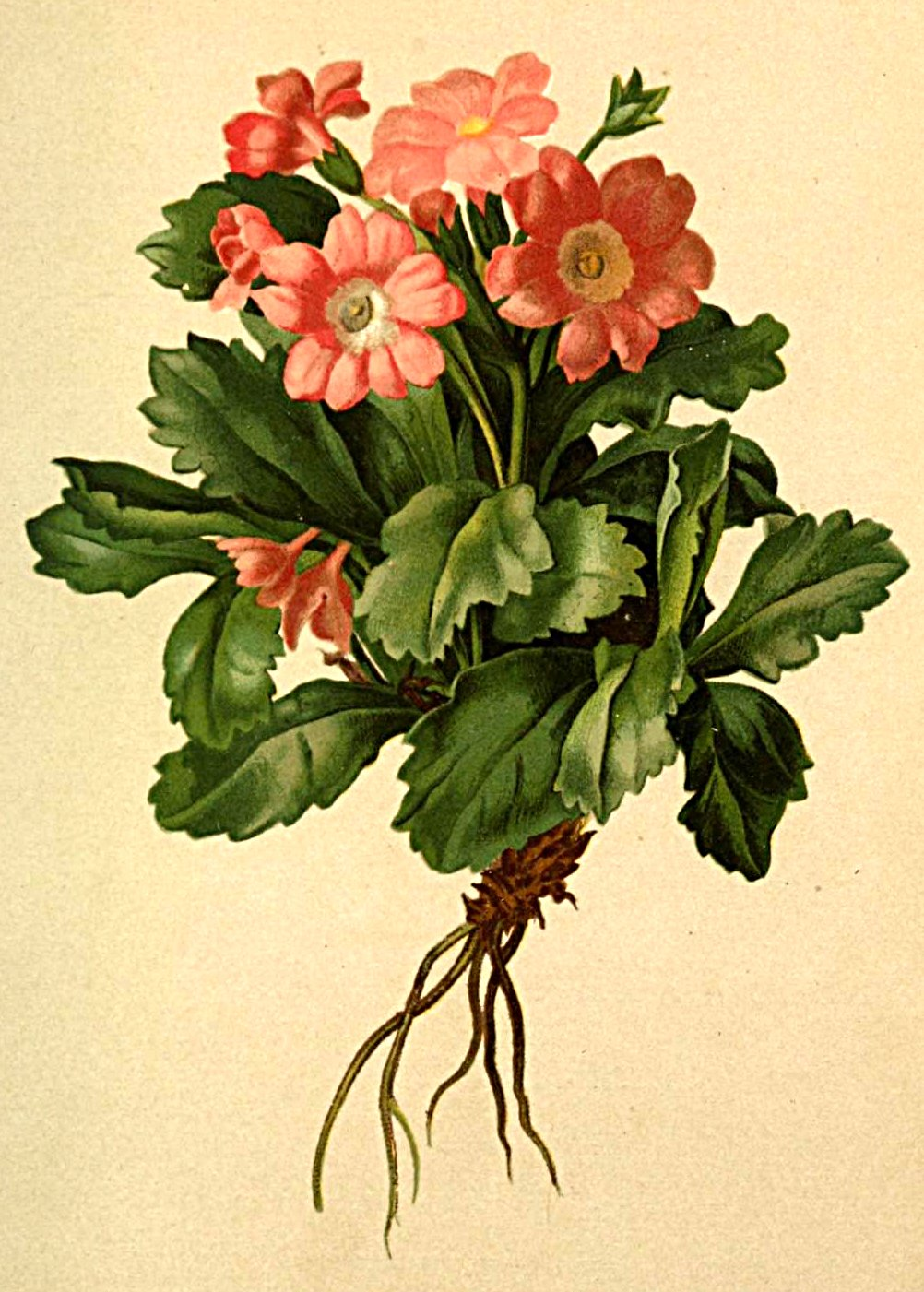
Иллюстрация в Антоне Хартингере: Атлас альпийской флоры, 1882 г.

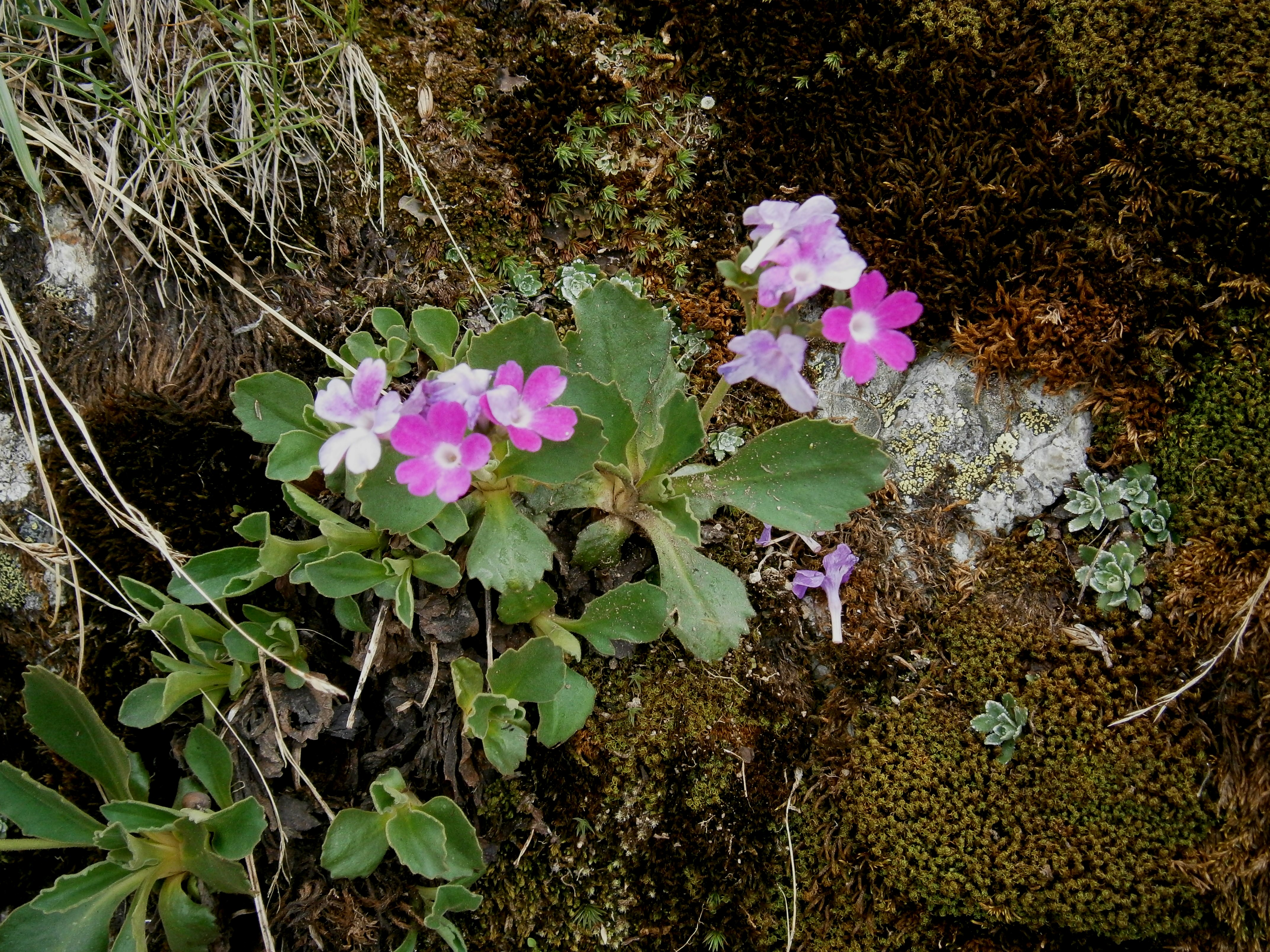
В среде обитания

### Вегетативные особенности
Вечнозеленое многолетнее травянистое растение, достигает высоты от 2 до 7 см. Все зелёные части растения густо покрыты очень короткими, липкими, бесцветными или янтарными железистыми волосками (трихомами). Имеет корневище, длина которого может достигать 30 см.
Листья расположены в прикорневой розетке. Листовая пластинка простая, несколько мясистая, округло-овальная или обратнояйцевидная, длиной от 2 до 6 см, быстро сужается в крылатый черешок. Верхняя и нижняя стороны листьев опушенные и липкие. Край листа обычно зубчатый.

### Генеративные черты
Период цветения длится с июня по июль. Стебель соцветия относительно короткий и всего до 7 см в длину. Обычно в зонтиковидном соцветии находится от двух до пяти (от 1 до 17) цветков. Цветонос имеет длину от 3 до 15 мм.
Ароматный гермафродитный цветок радиально-симметричный, пятичленный, с двойным околоцветником. Чашечка ширококолокольчатая, длиной от 3 до 7 мм. Пять чашелистиков сросшиеся, а пять выступающих зубцов чашечки длиннее ширины и имеют более или менее треугольную форму, их длина составляет от 1,5 до 2,5 мм. Пять лепестков, в основном от ярко-розовых до пурпурных, сливаются в трубку венчика с белым горлом, а пять лепестков венчика имеют более или менее глубокие края. Трубка венчика имеет длину от 6 до 12 мм и примерно в два-три раза длиннее чашечки.
Сферическая коробочка плода имеет длину от 3 до 5 мм и короче чашечки. Семена с острыми или тупыми краями, сильно сосочковидные.
Число хромосом 2n = 62.

## Распространение
Первоцвет жёстковолосистый встречается в Австрии, Швейцарии, северной Италии, южной Франции и северо-восточной Испании.
Первоцвет жёстковолосистый процветает в Грайских Альпах и Высоком Тауэрне, предпочтительно на кислых скалах в расщелинах и ущельях, на высоте от 230 ( Валле-Маджия недалеко от Локарно ) до 3600 м (Монте-Роза). Известны также популяции на известняковых породах. Primula hirsuta представлена в Пиренеях.
В Австрии первоцвет жёстковолосистый встречается в федеральных землях Каринтия, Тироль, Форарльберг и Зальцбург.
Значения экологического индикатора по Landolt & al. 2010 г. в Швейцарии : число влажности F = 3 (умеренно влажное), число света L = 4 (яркое), число реакции R = 2 (кислая), число температуры T = 1+ (подальпийские, надсубальпийские и верхнеальпийские). субальпийский), число питательных веществ N = 2 (бедное), число континентальности K = 3 (от субокеанского до субконтинентального).
Первоцвет жёстковолосистый произрастает в основном на траве, каменистых и осыпных полях в высоких горах. Характерный вид ассоциации Asplenio-Primuletum hirsutae (Lüdi 1921) Br.-Bl. 1934.

## Систематика

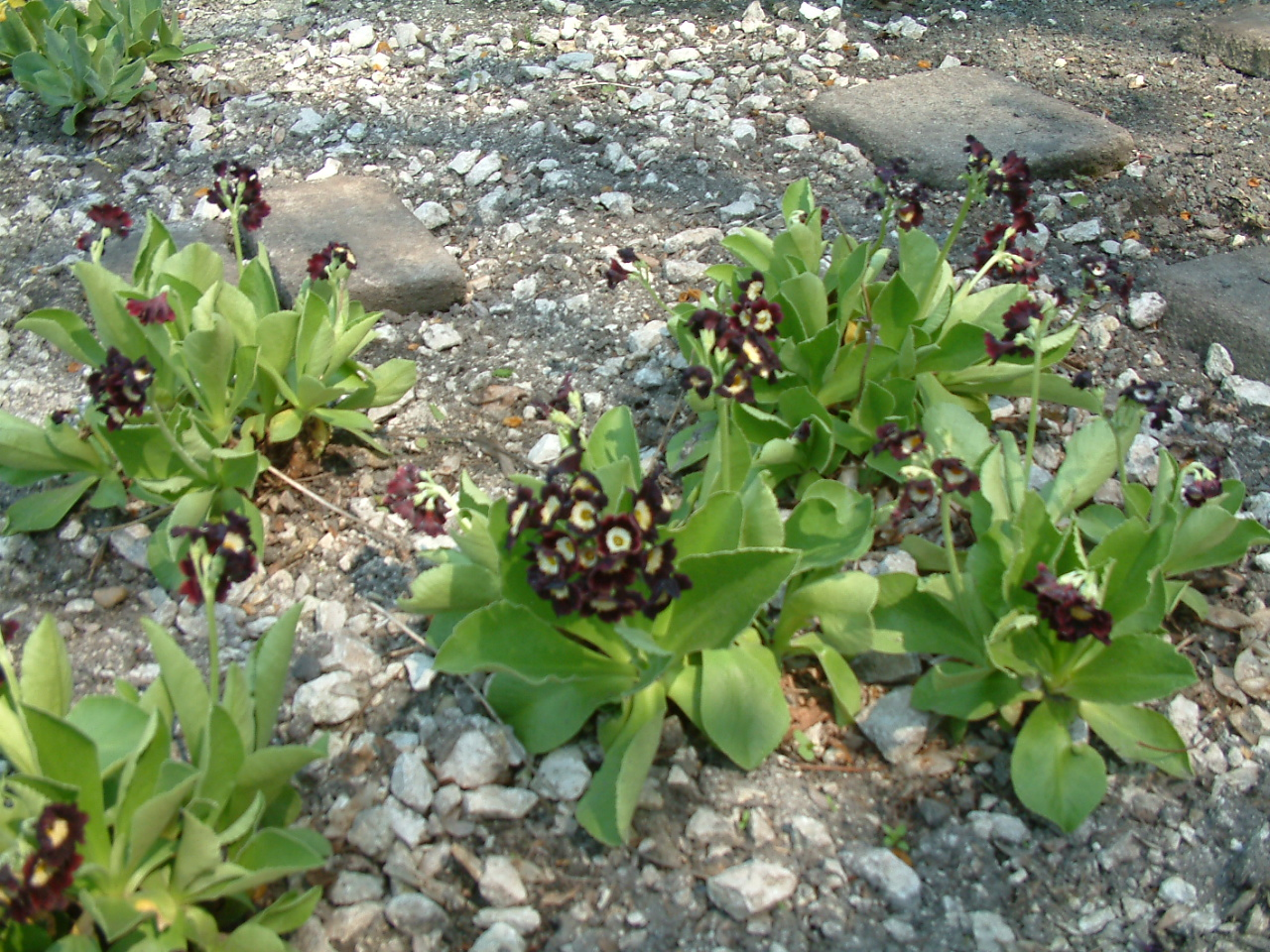
Первоцвет пушистый (Primula × pubescens)

Primula hirsuta была впервые опубликован в 1773 году Карло Аллиони в Auctuarium ad Synopsim Methodicam Stirpium Horti Regii Taurinensis, стр. 10. Видовой эпитет hirsuta означает волосатый. Синонимы: Primula rubra und Primula viscosa.
Primula hirsuta относится к секции Auricula подрода Auriculastrum внутри рода Primula.

### Гибриды
Первоцвет жёстковолосистый (Primula hirsuta) — один из двух родительских видов первоцвета пушистого (Primula × pubescens).
Имеются также следующие естественные гибриды: Primula hirsuta × Primula daonensis и Primula hirsuta × Primula integrifolia.

### Синонимы
Согласно базе данных GBIF на апрель 2023 в систематику вида входят следующие наименования:
- ≡ Auriculaursii hirsuta (All.) Soják
- = Primula decipiens Stein
- = Primula decipiens Stein ex Kolb
- = Primula hirsuta var. alpina (Rouy) Rouy, 1908
- = Primula hirsuta var. pyrenaica (Rouy) Rouy, 1908
- = Primula hirsuta var. serrulata Beauverd
- = Primula viscosa var. alpina Rouy, 1890
- = Primula viscosa var. pyrenaica Rouy, 1890